# Anabathron excelsum
Anabathron excelsum is een slakkensoort uit de familie van de Anabathridae. De wetenschappelijke naam van de soort is voor het eerst geldig gepubliceerd in 1933 door Powell.